# Louis Rosoor (violoncelliste)
Pour les articles homonymes, voir Louis Rosoor et Rosoor.
Louis Léon Marie Joseph Rosoor est un violoncelliste français, concertiste et enseignant, né le 1er septembre 1883 à Tourcoing et mort le 14 mars 1969 à Préchac.

## Biographie
Louis Rosoor nait dans une famille de musiciens: son grand-père (Jean-Louis Rosoor) et un de ses oncles (Louis Rosoor) sont des organistes renommés. Son père, Jules Rosoor, est éditeur et imprimeur (éditions Rosoor-Delattre) de livres et partitions musicales, également poète et colombophile.
Il étudie le violoncelle au Conservatoire de Lille avec Emile Dienne puis au Conservatoire de Paris avec Jules Loeb dont il est un des meilleurs élèves.
Il succède en 1909 au célèbre André Hekking comme professeur de violoncelle au Conservatoire de Bordeaux ;  il y est également professeur de Musique de chambre et occupe ce double poste, ainsi que celui de violoncelle solo de l'orchestre, jusqu'en 1950. Il est membre de jurys des conservatoires de Paris et Toulouse.
Tout d'abord violoncelle solo des Concerts Hasselmans, il est ensuite engagé dans le Quatuor Marsick avec lequel il fait une tournée de trois mois en Égypte; cette expérience confirme sa vocation pour la musique de chambre qu’il sert à travers plusieurs formations : le Quatuor Gaspard (1910 - 1920), le Trio Thibaud - Arthur - Rosoor (1909 - 1933), le Quatuor de Bordeaux ainsi qu’avec Francis Planté (1920-1927) : en duo, en trio avec Noëla Cousin au violon et en quatuor avec piano avec également Marie-Valentine Rosoor, son épouse, à l’alto.
Il donne également des récitals ou joue en tant que soliste dans de nombreux concerts en province (e.g. Lille, Poitiers, Toulouse et, naturellement, Arcachon (1910-1926) et Bordeaux) et se fait également entendre plusieurs fois à Paris ainsi qu'en Espagne.
Il est l’un des tout premiers interprètes d'œuvres comme la Sonate pour violoncelle et piano de Debussy qu'il interprète en public avec la pianiste Yvonne Gellibert-Lambert le 1er février 1917 à Bordeaux, la 2e Sonate de Gabriel Fauré ou le trio de Vincent d'Indy, mises au point avec leur compositeur.
Outre Claude Debussy, Gabriel Fauré, Vincent d'Indy et Francis Planté, il côtoie ou joue avec d’autres compositeurs comme Hélène Krzyżanowska, Maurice Ravel, Jean Roger-Ducasse, Guy Ropartz, Albert Roussel, Florent Schmitt ou Charles Tournemire et interprètes comme Lucien Capet, Claire Croiza, Paule Dencausse, Paul Loyonnet, Gaston Poulet ou Blanche Selva. Julien-Fernand Vaubourgoin lui dédie sa Sonate pour piano et violoncelle.
Il joue un violoncelle Testore (en) au début de sa carrière et, ultérieurement, un Gigli ; occasionnellement un Tecchler (en).
Il est l’un des "Principaux Collaborateurs" de la revue Le Violoncelle, et ce dès son 1er numéro (édité en mars 1922).
Il enregistre chez Gramophone-La voix de son maître en 1933 (K-6960 et K-7027). Ses interprétations sont diffusées à la T.S.F.
Il est l’auteur d’une transcription de sept des Inventions de J.-S. Bach intitulée Sept pièces pour deux violoncelles concertants ou pour violon et violoncelle – sans accompagnement de piano toujours disponible.
Il transcrit la Sonate pour basson et violoncelle de Mozart (K.292/196c) en un concerto pour violoncelle.
À l'origine de la Société de Musique de Chambre de Bordeaux dont il reste longtemps, ainsi que son épouse, Conseiller Technique, il est une personnalité marquante de la vie musicale bordelaise de la première moitié du XXe siècle.